# Dybów (województwo lubuskie)
Dybów – wieś w Polsce, w województwie lubuskim, w powiecie żagańskim, w gminie Żagań. Wchodzi w skład sołectwa Gorzupia.
Do 2023 miejscowość była przysiółkiem wsi Gorzupia Dolna.
W latach 1975–1998 przysiółek położony był w województwie zielonogórskim.

## Zabytki
Do wojewódzkiego rejestru zabytków wpisany jest:
- zespół dworski, z XVII-XIX wieku, XX wieku:
  - dwór, z XVII/XVIII wieku
  - park.